# Requinto
Pour l'instrument à cordes, voir Requinto (cordes)

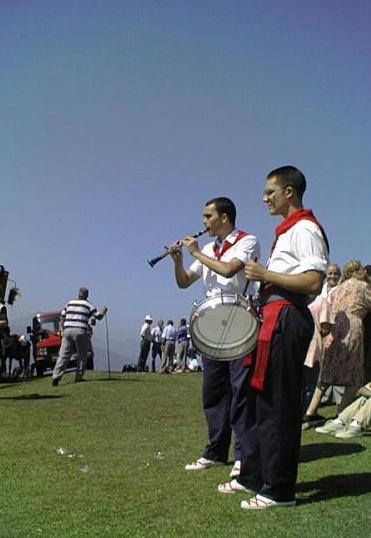
Piteros animant une fête populaire

Requinto est le nom donné à l'ancienne clarinette en mi  (ou petite clarinette) utilisée par les piteros (couple de sonneurs) dans la musique folklorique de Cantabrie en Espagne.
Le système de clefs est simplifié, et bien souvent, la clef de registre est volontairement tordue pour la rendre inopérante. De ce fait, l'instrument est condamné à jouer dans le registre aigu.
Le groupe de piteros est complété d'une caisse claire.